# Poltys pogonias
Poltys pogonias är en spindelart som beskrevs av Tord Tamerlan Teodor Thorell 1891. Poltys pogonias ingår i släktet Poltys och familjen hjulspindlar.
Artens utbredningsområde är Nicobarerna. Inga underarter finns listade i Catalogue of Life.